# Schlachthof Düren

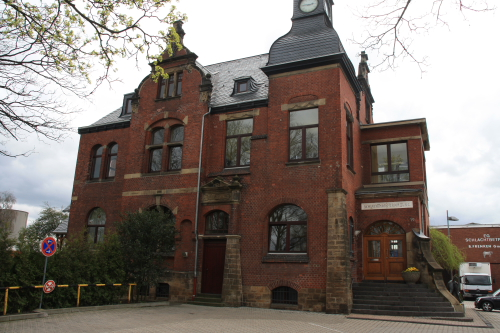
Verwaltungsgebäude des Schlachthofs

Der Schlachthof Düren steht in der Kreisstadt Düren in Nordrhein-Westfalen. 
Der Schlachthof in der Paradiesstraße 19 wurde am 3. Juli 1901 eröffnet. Er befand sich im Eigentum der Stadt und wurde in städtischer Regie bis etwa 1977 betrieben und dann an einen Privatunternehmer verkauft, der ihn auch heute noch betreibt.
Das Verwaltungsgebäude ist ein zweigeschossiger repräsentativer Backsteinbau in Neorenaissanceformen auf Werksteinsockel. Am Gebäude befindet sich ein eckturmartiger Vorbau mit zweifacher Schieferhaube und Uhr. Der Giebel ist ein Schweifgiebel mit Obeliskaufsätzen.
Das Bauwerk ist unter Nr. 1/003 in die Denkmalliste der Stadt Düren eingetragen.
Ende 2017 geriet der Schlachthof wegen angeblicher Tierquälereien etc. in die Presse.
Am 6. Mai 2019 besetzten etwa 30 Tierschützer den Schlachthof. Die Besetzung wurde nach 14 Stunden von der Polizei beendet.